# Hotspot (geologie)

Hotspots op een wereldkaart. 1 - divergente plaatgrens; 2 - transforme plaatgrens; 3 - convergente plaatgrens; 4 - diffuse plaatgrens (orogene gordel); 5 - enkele prominente hotspots.

Een hotspot is een plek op een planeet waar vulkanisme plaatsvindt dat niet gerelateerd is aan plaatbewegingen zoals die in de plaattektoniek gelden.

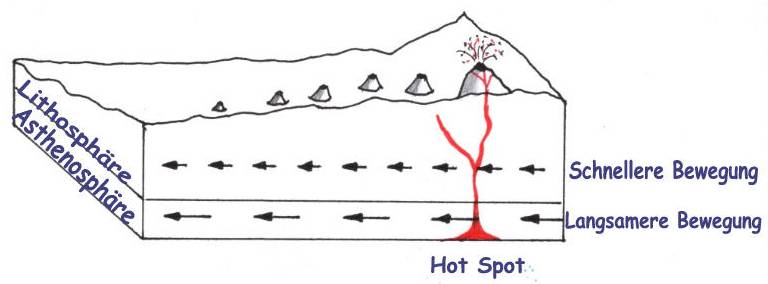
Het ontstaan van een reeks van vulkanen boven een hotspot

## Oorzaak van hotspots
Lange tijd werd verondersteld dat op de plaats van de hotspot  een mantelpluim het aardoppervlak bereikt. Zo'n mantelpluim voert magma vanuit de diepe mantel aan, bijna aan de grens tussen de mantel en de kern. De samenstelling van het magma is door partieel smelten anders dan die van de magma's die men aantreft bij vulkanen langs de tektonische platen.
Tegenwoordig is niet iedereen overtuigd van deze theorie. Mogelijk worden hotspots veroorzaakt door een extensie van de lithosfeer waardoor er een verdunning en daarmee een zwakke plek ontstaat.

## Gevolgen van hotspots
Hotspots op Aarde komen niet noodzakelijk voor aan de randen van de platen. Hotspots zijn het gevolg van de hogere warmtestroom boven plekken waar opwaartse stroming in de mantel plaatsvindt. Doordat de plaat (die zich boven de warmere plek bevindt) beweegt, verplaatst het aardoppervlak zich ten opzichte van de hotspot. Hierdoor kan er zich in de loop der tijd een rij vulkanen ontwikkelen aan het aardoppervlak. De bekendste voorbeelden hiervan zijn:
- de archipel van Hawaï (de Hawaï-Emperorketen)
- de Canarische Eilanden (met name Tenerife en Fuerteventura)
- de Azoren
- Kaapverdië
- de Comoren
- de Galapagoseilanden
- de Mascarenen. Deze laatste eilandengroep, bestaande uit Mauritius en Réunion, wordt verondersteld ontstaan te zijn ten gevolge van een hotspot die ook het vulkanisme in de Deccan Traps heeft veroorzaakt.
- Yellowstone. Vermoed wordt dat zich onder het in de Verenigde Staten gelegen Yellowstone ook een hotspot bevindt.
- Kameroen (Mount Cameroon)
- de Anahimhotspot
- de vulkanen in de Eifel, die tijdens het Pleistoceen actief waren.
- IJsland is ontstaan als gevolg van de combinatie van een hotspot en vulkanisme in de Mid-Atlantische rug.

## Hotspots op andere planeten
Hotspots zouden ook op andere planeten voorkomen. Op de planeet Venus zouden hotspots verantwoordelijk zijn voor de meeste vulkanische en tektonische verschijnselen. Erupties van waterdamp op Enceladus, een ijsmaan van Saturnus, zijn het gevolg van een vergelijkbaar proces, waarbij relatief warm water in het binnenste van de maan omhoog stroomt.